# Хайнрих IV (Ройс-Гера)
Хайнрих IV Ройс-Гера (на немски: Heinrich IV Graf Reuss zu Gera; * 13 март 1650 в Гера; † 13 март 1686 в Гера, Тюрингия) от „младата линия“ на род Ройс е граф на Ройс-Гера (1673 – 1686) и господар на Плауен-Грайц, Кранихфелд, Гера (1670 – 1673), Шлайц и Лобенщайн в Тюрингия.
Той е син на Хайнрих II Ройс-Гера-Залбург (1602 – 1670) и съпругата му Катерина Елизабет фон Шварцбург-Зондерсхаузен-Арнщат (1617 – 1701), дъщеря на граф Кристиан Гюнтер I фон Шварцбург-Зондерсхаузен-Арнщат (1578 – 1642) и Анна Сибила фон Шварцбург-Рудолщат (1584 – 1623).
Хайнрих IV Ройс-Гера е издигнат на имперски граф на 26 август 1673 г.
Хайнрих IV Ройс-Гера умира на 36 години на 13 март 1686 г. в Гера.

## Фамилия
Хайнрих IV Ройс-Гера се жени на 20 юни 1672 г. в Гера за принцеса Анна Доротея фон Шварцбург-Зондерсхаузен (* 18 август 1645, Зондерсхаузен; † 1 юли 1716, Гера, от „едема“), дъщеря на чичо му принц Антон Гюнтер I фон Шварцбург-Зондерхаузен (1620 – 1666) и пфалцграфиня Мария Магдалена фон Пфалц-Цвайбрюкен-Биркенфелд (1622 – 1689). Те имат осем сина:
- Хайнрих XIII Ройс (* 18 май 1673, Гера; † 13 юни 1674, Гера)
- Хайнрих XIV Ройс (* 24 август 1674, Гера; † 29 октомври 1674, Гера)
- Хайнрих XVI Ройс (* 19 март 1676, Гера; † 24 ноември 1677, Гера)
- Хайнрих XVIII Ройс-Гера (* 21 март 1677, Гера; † 25 ноември 1735, Гера), граф на Ройс-Гера (1686 – 1735), неженен
- Хайнрих XX Ройс (* 4 ноември 1678, Гера; † 21 август 1689, Гера)
- Хайнрих XXII Ройс-Гера (* 2 март 1680, Гера; † 18 юли 1731, Гера), датски полковник, неженен
- Хайнрих XXV Ройс-Гера (* 27 август 1681, Гера; † 13 март 1748, Гера), граф на Ройс-Гера (1735 – 1748), женен I. на 21 февруари 1717 г. в Турнау за графиня Юстина Елеонора София фон Гих-Турнау (* 12 декември 1698, Нюрнберг; † 1 февруари 1718, Гера), II. на 24 август 1722 г. в Зондерсхаузен за пфалцграфиня София Мария фон Биркенфелд-Гелнхаузен (* 5 април 1702; † 13 ноември 1761, Заалбург)
- Хайнрих XXVII Ройс-Гера (* 11 ноември 1683, Гера; † 25 септември 1706, Верона)